# Aalborg (gemeente)
Aalborg (plaatselijke voorkeurspelling) of Ålborg is een gemeente in de Deense regio Noord-Jutland (Nordjylland). De stad Aalborg is tevens de hoofdstad van de regio.
Bij de herindeling van 2007 werden de volgende gemeentes bij Aalborg gevoegd: Hals, Sejlflod, Nibe. De huidige gemeente telt 221.082 inwoners (2022).

## Plaatsen
Plaatsen in de gemeente zijn o.a.:
- Aalborg
- Bislev
- Dall Villaby
- Ellidshøj
- Farstrup
- Ferslev
- Frejlev
- Gandrup
- Gistrup
- Godthåb
- Hals
- Hou
- Klarup
- Kongerslev
- Kølby
- Langholt
- Lundby
- Nibe

- Nørresundby
- Sebbersund
- Stae
- Stavn
- Storvorde
- Svenstrup
- Sønderholm
- Tylstrup
- Uggerhalne
- Ulsted
- Vårst
- Vadum
- Valsted
- Vestbjerg
- Vester Hassing
- Visse
- Vodskov

## Geboren
- Rudolf Broby-Johansen (1900-1987), kunsthistoricus, auteur en communist

Aalborg · Brønderslev · Frederikshavn · Hjørring · Jammerbugt · Læsø · Mariagerfjord · Morsø · Rebild · Thisted · Vesthimmerland
- International Standard Name Identifier: 0000 0004 0606 7636
- MusicBrainz: e2453f7a-b25a-418a-a6aa-7da97101c35a